# Ido
Ido je mednarodni umetni pomožni sporazumevalni jezik.
Govori ga predvidoma 1000 ljudi po celem svetu. Leta 1907 ga je na osnovi esperanta izoblikoval francoski domači učitelj Louis de Beaufront, saj je menil, da esperanto ni dovolj enoten in logičen. Za ido je značilen premišljen in natančno dodelan sistem tvorbe različnih besednih vrst iz določenega korena. Zagovorniki esperanta ido pogosto označujejo kot težaven jezik. 

## Zgodovina
Leta 1907 je v Parizu potekal kongres, kjer je zbrana delegacija med obstoječimi umetnimi jeziki želela izbrati enega in ga nadalje spodbujati pri uporabi. Na enem od zasedanju delegacij se je pojavila brošura neznanega avtorja z imenom Ido. Ido je esperantska beseda in pomeni izpeljanka. Projekt Ido je imel za cilj reformiranje esperanta v enovitnejšo obliko. Večina v komiteju se je zanimala za nov projekt, med njimi je bil tudi de Baufront, ki je sicer na kongresu zastopal esperanto. Leta 1908 je de Beaufront objavil, da se pod vzdevkom Ido skriva on sam. K projektu Ido sta pristopila še esperantista Alfred Michaux in Louis de Couturat.
Le majhen delež govorcev esperanta se je zavzela za projekt Ido in leta 1928 je postal projekt zelo postranski. Danes govori ido le majhno število govorcev. Reforme esperanta je leta 1894 predlagal že sam ustanovitelj tega jezika Zamenhof, a že tedaj so se govorci esperanta reformam uprli, saj so vztrajali, da mora ostati esperanto v svojih osnovah nespremenljiv. Iz istega razloga je nastal razkol med esperantisti in zagovorniki ida. Danes govori ido okoli 1000-2500 ljudi in govorci se združujejo v različnih društvih. Leta 2004 je na kongresu ida v Kijevu sodelovalo 14 predstavnikov iz šestih držav. Septembra 2005 je kongres potekal v Toulousu, naslednji pa med 25. in 28. avgustom 2006 v Berlinu. Predvsem po pojavu medmrežja zanimanje za ido raste.

## Cilj
Cilj ustanoviteljev ida je enako kot pri esperantu oblikovanje jezika, ki bi poleg obstoječih nacionalnih jezikov omogočal mednarodno komunikacijo. Uporaba umetnega jezika v mednarodnem komuniciranju zagotavlja nevtralnost in enakovrednost vseh govorcev.

## Abeceda
- Črke: a b c d e f g h i j k l m n o p q r s t u v w x y z
  - Samoglasniki: a e i o u
  - Soglasniki: b c d f g h j k l m n p q r s t v w x y z
  - Dvočrkja: ch sh qu
  - Dvoglasniki: au eu